# Koki Matsuzawa
Koki Matsuzawa (japanisch 松澤 香輝 Matsuzawa Koki; * 3. April 1992 in Yokohama, Präfektur Kanagawa) ist ein japanischer Fußballspieler.

## Karriere
Koki Matsuzawa erlernte das Fußballspielen in der Jugendmannschaft von Tokyo Verdy, in der Schulmannschaft der  Ryutsu Keizai University Kashiwa High School sowie in der Universitätsmannschaft der Waseda-Universität. Von Mitte August 2012 bis Saisonende wurde er an den Zweitligisten JEF United Ichihara Chiba ausgeliehen. Hier kam der Torhüter jedoch nicht zum Einsatz. Seinen ersten Vertrag unterschrieb er am 1. Februar 2015 bei Vissel Kōbe. Der Verein aus Kōbe, einer Stadt in der Präfektur Hyōgo, spielte in der ersten japanischen Liga. Hier kam er bis Saisonende 2016 ebenfalls nicht zum Einsatz. Im Januar 2017 wechselte er nach Tokushima zum Zweitligisten Tokushima Vortis. Sein Zweitligadebüt gab Koki Matsuzawa am 23. März 2022 (6. Spieltag) im Heimspiel gegen Blaublitz Akita. Hier stand er in der Startelf und spielte die kompletten 90 Minuten. Das Spiel endete 0:0. Die Saison 2023 wurde er nach Sendai an den Zweitligisten Vegalta Sendai ausgeliehen. Nach der Ausleihe wurde Matsuzawa am 1. Februar 2024 von Sendai fest unter Vertrag genommen.